# Cleidopus gloriamaris
Cleidopus gloriamaris è un pesce appartenente alla famiglia Monocentridae, appartiene all'ordine Trachichthyiformes. È anche conosciuto come pesce ananas (dall'inglese pineapplefish) a causa delle scaglie che ricoprono il suo corpo. Talvolta è chiamato in inglese anche knightfish (pesce cavaliere) o coat-of-mail fish (pesce cotta di maglie); in altre regioni è chiamato port-and-starboard light fish (pesce fanale), in quanto ha una coppia di organi bioluminescenti che ricordano i fanali di navigazione delle navi.

## Etimologia
L'etimologia latina del nome è Gloria Maris, che significa "la gloria del mare".

## Distribuzione e habitat
L'habitat naturale del pesce ananas è nelle acque costiere dell'Australia, in particolare quelle al largo degli stati di Queensland, Nuovo Galles del Sud e Australia Occidentale. Vive a una profondità di 6-200 metri tra i coralli e nei porti.

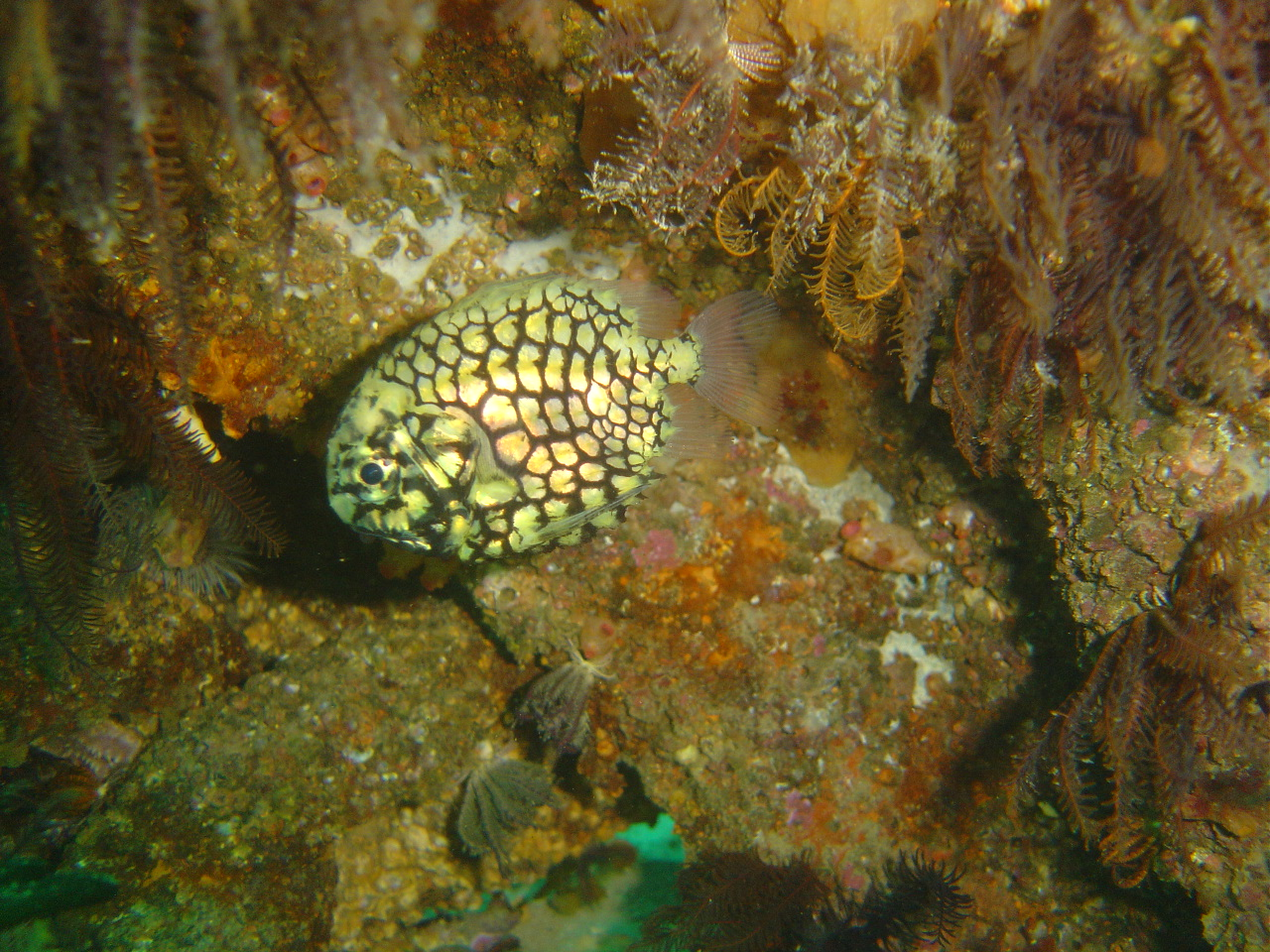
Un esemplare nel suo habitat naturale

## Descrizione

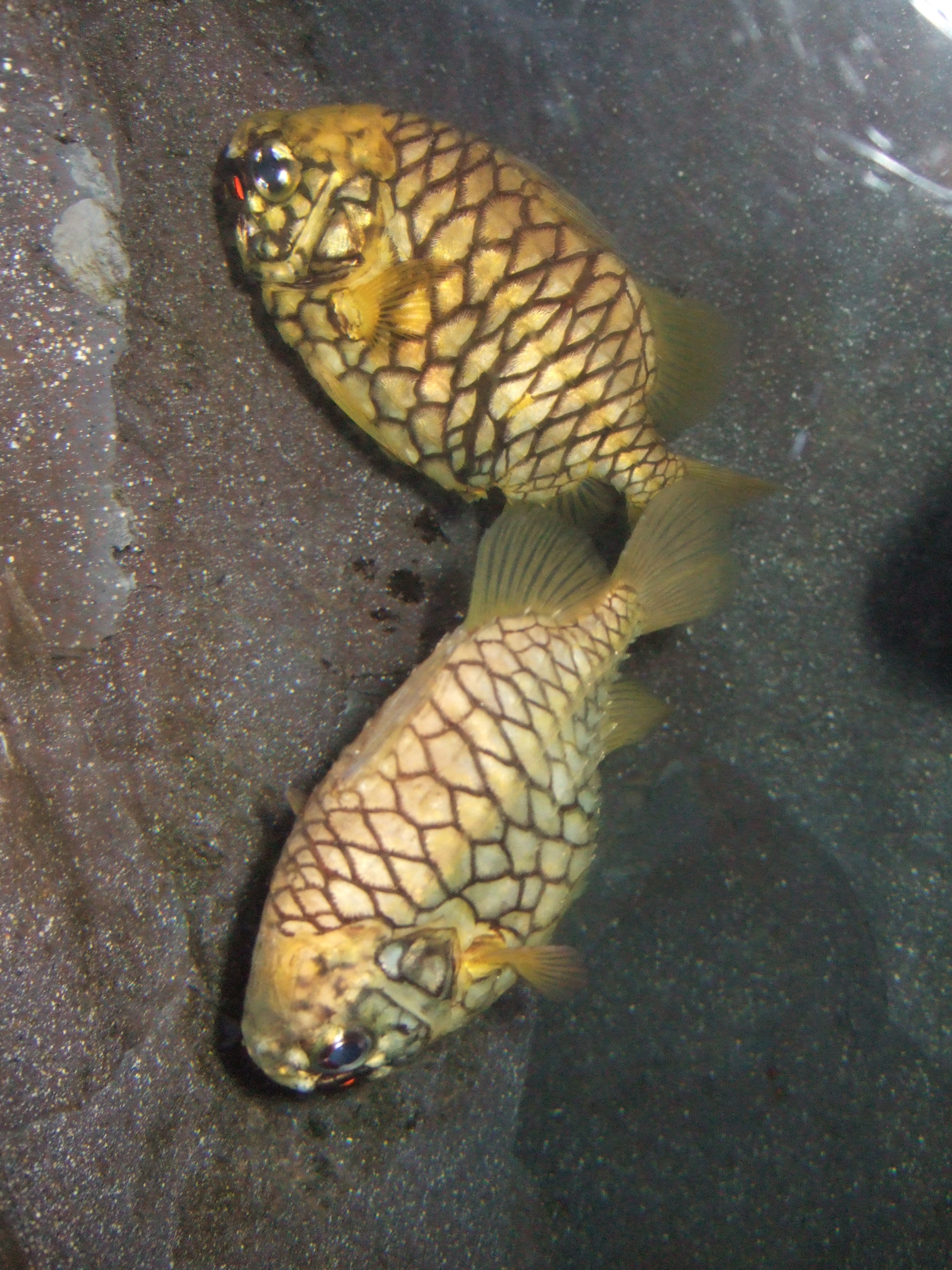
Due Cleidopus gloriamaris nell'acquario di Sydney

Il pesce ananas cresce fino ai 22 cm di lunghezza. Ha un corpo tozzo e arrotondato quasi completamente coperto da scaglie grandi e ruvide, con spine appuntite rivolte all'indietro. La testa è grande, con cavità mucose contornate da creste ruvide, ed è protetta da un osso pesante. Il muso è smussato e ne sporge la larga bocca. I denti sono piccoli e sottili, presenti su mascelle, palato, e vomere. Ci sono due cavità contenenti batteri bioluminescenti sulla mascella inferiore vicino agli angoli della bocca; questi sono nascosti quando la bocca è chiusa. Questo fotoforo è verde nei pesci giovani e diventa rosso quando il pesce cresce. La prima pinna dorsale consiste in 5-7 spine resistenti; le spine sono libere di una membrana e posizionate alternativamente a sinistra e a destra. La seconda pinna dorsale contiene 12 raggi morbidi. Ogni pinna pelvica contiene un'enorme spina, lunga quasi come la testa, e 3-4 raggi rudimentali. La spina pelvica può essere bloccata in posizione eretta a formare un angolo retto rispetto al corpo. La pinna anale contiene 11-12 raggi e le pinne pettorali 14-15 raggi.
Le scaglie del pesce ananas vanno dal giallo al biancastro con dietro dei margini neri, formanti il motivo a strisce che dà a questo pesce il suo nome. Le labbra, il mento, e le parti della mascella sono neri. C'è una striscia rossa sulla mascella inferiore che percorre il fotoforo. Questa specie è molto simile ai pesci pigna del genere Monocentris, ed è incluso in questo genere da alcuni autori. Cleidopus differisce da Monocentris per avere uno stretto osso preorbitale e per la posizione dei suoi organi luminosi, che sono vicino alla punta della mascella inferiore nei Monocentris. Questa specie differisce dal pesce pigna giapponese (Monocentris japonica) per avere un muso più arrotondato.

## Biologia
A causa delle sue piccole pinne e un'armatura rigida, il pesce ananas non è un buon nuotatore. Essendo una specie notturna, può essere trovato dentro grotte e sotto sporgenze rocciose durante il giorno. Nel Fly Point Halifax Park Aquatic Preserve, in Nuovo Galles del Sud, un piccolo gruppo di pesci ananas è stato documentato sotto la stessa sporgenza per almeno sette anni, e un altro gruppo sotto un'altra sporgenza per 3 anni. La notte, questa specie si avventura verso fondali sabbiosi per mangiare, usando i suoi organi per illuminare piccoli gamberetti.

## Bioluminescenza
La luce può anche essere usata per comunicare con i conspecifici. La luce dei pesci ananas è prodotta da colonie simbiotiche dei batteri Vibrio fischeri dentro i suoi fotofori. V. fischeri sono anche stati trovati in libertà nell'acqua del mare e sono naturalmente rilasciati dai fotofori del pesce ananas. Comunque, la loro luminescenza svanisce in poche ore dopo essere stata rilasciata.

## Rapporto con gli umani
Il pesce ananas è moderatamente comune nelle acque profonde, ma a causa della sua natura schiva, alcuni tempi dopo la sua scoperta iniziale, era conosciuto solo grazie a degli esemplari portati a riva dalle tempeste. Questo pesce è raccolto, a volte, da pescherecci commerciali, ed è popolare agli acquariofili appassionati di pesci d'acqua salata. È piuttosto difficile, ma deve essere fornito di nascondigli di roccia e alimenti vivi. Vive fino a dieci anni in cattività.